# Corbula physoides
Corbula physoides is een tweekleppigensoort uit de familie van de Corbulidae. De wetenschappelijke naam van de soort is voor het eerst geldig gepubliceerd in 1848 door Deshayes.